# Sophta submacaroides
Sophta submacaroides är en fjärilsart som beskrevs av Emilio Berio 1959. Sophta submacaroides ingår i släktet Sophta och familjen nattflyn. Inga underarter finns listade i Catalogue of Life.